# Philippe de Henning
Pas d'image ? Cliquez ici
Philippe de Henning, né le 29 mars 1943 à Boulogne-Billancourt, est un ancien pilote de course automobile français qui a notamment participé à différentes saisons du Championnat du monde des voitures de sport.

## Carrière
il participa en 1968 au championnat de France de formule 3 sur une brabham Bt 21

## Palmarès

### Résultats aux24 heures du Mans
| Année | Écurie                            | Copilotes                      | Voiture     | Classe | Tours | Pos. | Class Pos. |
| ----- | --------------------------------- | ------------------------------ | ----------- | ------ | ----- | ---- | ---------- |
| 1987  | Spice Engineering                 | Gordon Spice Fermín Vélez      | Spice SE87C | C2     | 320   | 6e   | 1re        |
| 1989  | Roy Baker Racing ( GP Motorsport) | Dudley Wood Evan Clements (de) | Spice SE88C | C2     | 303   | 17e  | 3e         |
| 1990  | Chamberlain Engineering           | Charles Zwolsman Robin Donovan | Spice SE90C | C2     | 255   | Abd. | Abd.       |
| 1991  | Automobiles Louis Descartes       | Luigi Taverna Patrick Gonin    | ALD C91     | C1     | 16    | Abd. | Abd.       |

### Résultats auChampionnat du monde des voitures de sport
| Année | Écurie                           | Châssis     | Moteur                             | Classe | 1       | 2        | 3        | 4        | 5        | 6       | 7        | 9       | 9      | 10  | 11       | Position | Points |
| ----- | -------------------------------- | ----------- | ---------------------------------- | ------ | ------- | -------- | -------- | -------- | -------- | ------- | -------- | ------- | ------ | --- | -------- | -------- | ------ |
| 1987  | Spice Engineering                | Spice SE86C | Ford Cosworth DFL 3.3L V8 Atmo     | C2     | JAR     | JER      | MON      | SIL      | LMS 1    | NOR     |          |         |        |     |          |          |        |
| 1987  | Charles Ivey Racing              | Tiga GC287  | Porsche Type-935 2.6L Flat-6 Turbo | C2     |         |          |          |          |          |         | BHC Abd. | NÜR Nc. | SPA 11 | FUJ |          |          |        |
| 1988  | GP Motorsport                    | Spice SE87C | Ford Cosworth DFL 3.3L V8 Atmo     | C2     | JER 2   | JAR Abd. | MON Abd. | SIL      | LMS      | BRN     | BHC      | NÜR     | SPA    | FUJ | SAN Abd. | 26e      | 30     |
| 1989  | Roy Baker Racing (GP Motorsport) | Spice SE87C | Ford Cosworth DFL 3.5L V8 Atmo     | C2     | SUZ     | DIJ Abd. | JAR      | BHC 3    | NÜR Abd. | DON Nc. | SPA 6    | MEX 6   |        |     |          |          |        |
| 1990  | GP Motorsport                    | Spice SE90C | Ford Cosworth DFR 3.5L V8 Atmo     | C      | SUZ Nc. | MNZ Abd. | SIL Abd. | SPA      |          |         |          |         |        |     |          |          |        |
| 1990  | Chamberlain Engineering          | Spice SE89C | Ford Cosworth DFZ 3.5L V8 Atmo     | C      |         |          |          |          | DIJ Dsq. | NÜR     | DON      | MON     | MEX    |     |          |          |        |
| 1991  | Louis Descartes                  | ALD C91     | Ford Cosworth DFR 3.5L V8 Atmo     | C1     | SUZ Nq. | MON Abd. | SIL Nq.  | LMS Abd. | NUR      | MAG     | MEX      | AUT     |        |     |          |          |        |